# Blind (Roman)
Blind (englischer Originaltitel: Heart-Shaped Box) ist ein Roman des amerikanischen Autors Joe Hill. Bei dem Roman handelt es sich um eine Geistergeschichte und er kann dem Genre der Horrorliteratur zugeordnet werden. Er erschien 2007 in den Vereinigten Staaten, und im selben Jahr wurde auch die deutsche Übersetzung veröffentlicht. Mit dem Roman gewann Joe Hill, Sohn des erfolgreichen Schriftstellers Stephen King, bei den Bram Stoker Awards 2007, den International Thriller Awards sowie den Locus Awards jeweils den Preis für das beste Erstlingswerk (First Novel) und wurde bei den Bram Stoker Awards in der Kategorie Roman ebenfalls nominiert.

## Inhalt

### Handlung
Der ehemalige Rockstar und Sänger der Band Jude’s Hammer, Judas Coyne, lebt nach dem Tod mehrerer seiner Musiker zurückgezogen auf einer Farm. Er ist unproduktiv, gelangweilt und emotionslos und lebt in wechselnden Beziehungen mit jungen „Goth Girls“, die er nach den Bundesstaaten benennt, aus denen sie stammen. Aktuell lebt er mit der ehemaligen Stripperin Marybeth, genannt Georgia, und seinen beiden Hunden Bon(nie) und Angus zusammen und sammelt makabre Dinge. Eines Tages entdeckt sein Assistent Danny eine Internetauktion, bei der ein Geist versteigert wird. Coyne lässt ihn diesen kaufen. Wenige Tage später bekommt er einen alten Anzug geliefert, an den entsprechend der Versteigerung der Geist gebunden ist. Beim Auspacken des Anzugs sticht sich Marybeth in den Daumen, der im Lauf der Geschichte immer weiter vereitert, und sie packen den Anzug mit der Schachtel in den Schrank.
Kurze Zeit später hört Jude im Radio eine Stimme, die ihm sagt, dass er sterben wird, ignoriert diese jedoch als Radioscherz. In einer Nacht hat er das Gefühl, dass sich einer der Hunde im Haus befindet und schaut im Haus nach, woher die von ihm gehörten Geräusche kommen. In der Nacht sieht er zum ersten Mal den Geist von Craddock James McDermott, der in dem von ihm gekauften Anzug auf einem Stuhl vor seinem Schlafzimmer sitzt. Am nächsten Morgen ruft er gemeinsam mit Danny die Frau an, die ihm den Anzug verkauft hat: Jessica Price. Jessica Price konfrontiert ihn damit, dass sie ihm den Geist ihres Stiefvaters geschickt hat, um Rache zu nehmen an dem Selbstmord ihrer Schwester Anna May, einer ehemaligen Partnerin von Jude, die er aufgrund ihrer Depressionen zurückgeschickt hat und die sich nach ihrer Rückkehr das Leben genommen haben soll. Craddock McDermott soll sich als Geist bei Jude dafür rächen und ihn in den Tod treiben.
In den Folgetagen kommt es zu weiteren Begegnungen mit dem Geist Craddocks, der Jude und Marybeth zunehmend terrorisiert. Er versucht, Jude in dessen Auto, einem alten 65er Mustang GT Fastback, zu vergasen. Jude kann nur aufgrund der bellenden Hunde von Marybeth und Danny gerettet werden. Marybeth verbrennt den Anzug während Jude schläft und von dem Geist und dessen Manipulationen träumt. Nach dem Aufwachen steht vor seinem Haus ein Chevrolet Pick-Up, der dem Geist gehört, und Jude bekommt einen Anruf von Danny, den der Geist dazu gebracht hat, sich aufzuhängen und der sich nun tot verlaufen hat. Craddock versucht direkt nach dem Anruf Marybeth dazu zu bringen sich zu erschießen, während sie sich einen Snuff-Film aus der Sammlung von Jude anschaut. Jude kann es verhindern, kurz danach gelangt er jedoch in den Einfluss des Geistes, der ihn zwingen will, Marybeth zu töten. Jude kann sich der Hypnose entziehen, indem er sich eine Glasscherbe in die rechte Hand rammt und danach zu den Hunden nach draußen flieht und diese aus dem Zwinger lässt. Die beiden Hunde stürzen sich auf den Geist und Jude beobachtet, wie aus den physischen Körpern der Hunde schemenhafte Geister springen und Craddock angreifen.
Jude und Marybeth beschließen, gemeinsam mit den Hunden nach Florida zu reisen und Jessica Price zu zwingen, sie von dem Geist zu befreien. Auf der Reise werden sie von dem Pick-up verfolgt und es kommt zu einem weiteren Zwischenfall mit Craddock in einem Frühstückscafé; solange sich die beiden jedoch in der Nähe der Hunde aufhalten, sind sie vor Angriffen sicher. Sie beschließen, bei der Reise bei der Großmutter Bammy von Marybeth anzuhalten und dort mit Hilfe eines Ouija-Bretts die verstorbene Anna May um Hilfe und Schutz zu bitten. Sie erreichen Anna und erfahren, dass es sich bei ihrem Tod nicht um einen Selbstmord gehandelt hat. Kurz nach ihrer Weiterfahrt treffen sie auf George Ruger, einen Gebrauchtwagenhändler, der Marybeth als kleines Mädchen gegen Bezahlung sexuell missbraucht hat und den Jude verprügelt. Später in der Nacht treffen sie bei Jessica Price ein und warten bis zum nächsten Morgen, um sie nach dem Verlassen ihrer Tochter zu überraschen. Sie dringen in das Haus ein, überwältigen die Frau und im Streitgespräch beginnt Jude die tatsächlichen Zusammenhänge von Annas Tod zu verstehen: Sie wurde als Kind von ihrem Stiefvater unter Hypnose sexuell missbraucht und dieser führte dies auch mit der Tochter von Jessica Price, Reese, weiter. Als Anna die Zusammenhänge verstanden hatte und ihrem Stiefvater und ihrer Schwester mit der Aufklärung und Anzeige drohte, um Reese zu schützen, wurde sie von ihnen ermordet. In Jude sahen sie den Auslöser für ihr „Unglück“ und wollten sich entsprechend an ihm rächen. Während sie sich in der Küche von Jessica mit dieser schlagen, kommt Reese Price zurück und richtet eine Waffe auf die Eindringlinge. Sie erschießt die Hündin Bon, mit einem zweiten Schuss zerschießt sie Judes Hand. Bei der Flucht zum Auto rast Jessica Price mit ihrem Auto in den Mustang und überfährt dabei den zweiten Hund, Angus, den Marybeth schwerverletzt auf den Rücksitz wuchtet; der Hund stirbt auf der weiteren Fahrt.
Jude und Marybeth fliehen auf die Farm von Judes Vater und werden von dessen Pflegerin Arlene Wade eingelassen. Sie bereitet Jude ein Bett in dessen altem Zimmer direkt neben seinem sterbenden Vater. Während Jude dort liegt, dringt der Geist in den leblosen Körper ein und greift Jude mit diesem an. Marybeth kommt ihm in der Küche zu Hilfe, dabei schlitzt ihr der alte Mann mit einem Messer die Kehle auf und sie bittet Jude, eine Tür für Anna zu öffnen. Er malt eine Tür aus ihrem Blut auf den Boden und nachdem er eine Klinke aufgemalt hat, dringt Anna in einem Lichtschwall ein und zieht Craddocks Geist mit sich in das Licht. Jude wird gerettet und erfährt im Krankenhaus, dass auch Marybeth schwer verletzt überlebt hat. Im Ausspann des Buches heiraten die beiden und bekommen nach einigen Jahren Besuch von Reese, deren Mutter verhaftet wurde, und unterstützen diese.
In dem Roman kommt es an mehreren Stellen zu Rückblicken und Gesprächen zwischen Jude und Marybeth, vor allem auf das frühere Leben von Jude, als er noch auf der Farm seines gewalttätigen Vaters lebte, und an Tourneen, die er mit seiner Band unternahm und bei denen er zahlreiche Musiker und Fans traf. Hierbei werden auch Bezüge zu anderen bekannten Musikern hergestellt, vor allem zu Ozzy Osbourne und Trent Reznor. Zahlreiche weitere Rückblicke behandeln zudem die Beziehung mit Anna May, die ihm immer wieder Fragen stellte und zunehmend in Depressionen verfiel, sowie den Beginn der Beziehung mit Marybeth, die er als Goth-Stripperin kennenlernte.

### Personen
Die zentralen Personen der Handlung des Romans sind der alternde Rockstar Judas Coyne und seine Partnerin Marybeth sowie der Geist des Predigers und Hypnotiseurs Craddock James McDermott. Daneben spielen einige weitere Personen für die Story eine Rolle:
- Judas Coyne, genannt Jude und eigentlich Justin Cowzynski. Jude ist ein erfolgreicher Rockstar, der allerdings seit einigen Jahren nur noch wenig aktiv ist und sich auf seinen Hof zurückgezogen hat. Er kauft den Geist bei einer Internetauktion und wird danach von diesem verfolgt.
- Marybeth Kimball, genannt Georgia, eine ehemalige Gothic-Stripperin und aktuelle Partnerin von Judas Coyne. Sie bleibt bei Jude, als der Geist die beiden verfolgt und umbringen will, und fährt mit ihm nach Florida.

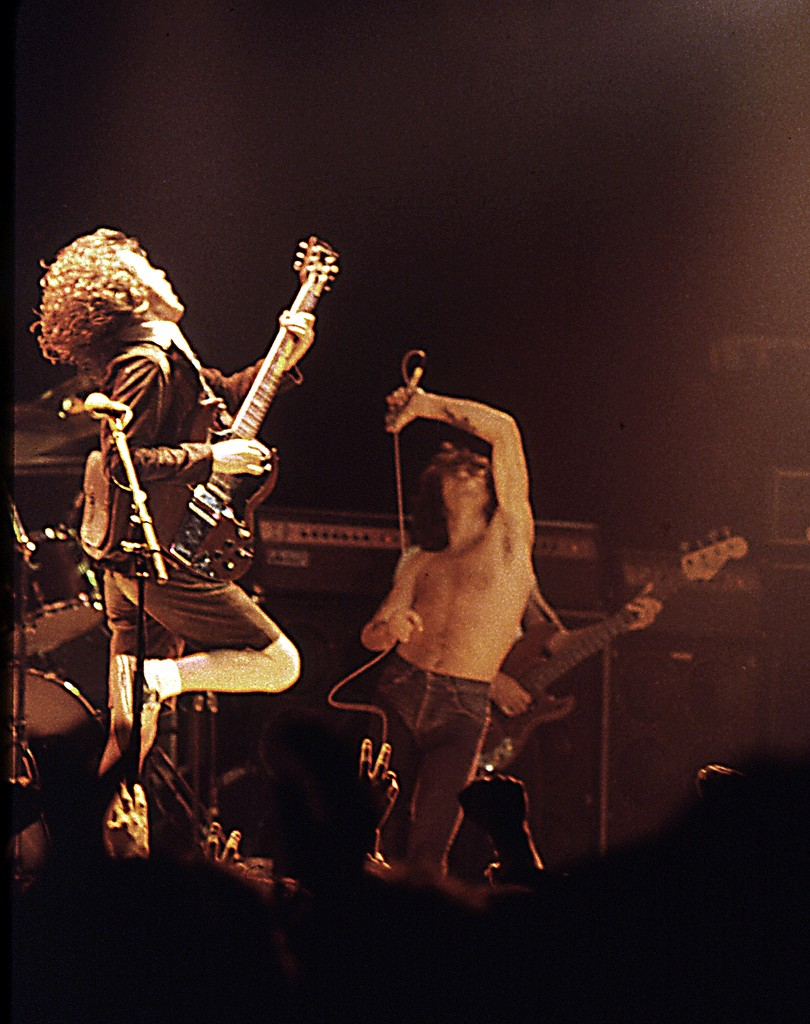
Judes beide Schäferhunde sind benannt nach Bon Scott und Angus Young von der Band AC/DC, hier bei einem Konzert 1976.

- Angus und Bon, die beiden Schäferhunde von Judas Coyne, begleiten Jude und Marybeth und sind in der Lage, den Geist anzugreifen. Bon wird von Reese Price, der Tochter von Jessica Price, erschossen, als Jude und Georgia in deren Wohnung eindringen, und Angus stirbt kurz danach, nachdem er von Jessica Price angefahren wird.
- Craddock James McDermott, der Stiefvater von Anna May und Jessica Price sowie ehemaliger Prediger und Hypnotiseur. Nach seinem Tod versteigert Jessice Price seinen Geist an Jude, vordergründig als Rache für den Selbstmord ihrer Schwester. Der Geist von Craddock versucht, Jude und Marybeth zu töten und verfolgt sie auf ihrer Reise nach Florida.
- Danny Wooten, der Assistent und Manager von Judas Coyne. Wooten macht Coyne auf die Versteigerung des Geistes aufmerksam und kauft diesen für ihn. Später wird er von dem Geist in den Selbstmord getrieben.
- Anna May McDermott, genannt Florida, war die letzte Partnerin von Jude vor Marybeth. Er schickte sie nach Hause, als sie zunehmend depressiver und eine Last für ihn wurde. Sie war die Schwester von Jessica Price und Stieftochter von Craddock James McDermott. Nach ihrer Rückkehr nach Florida gerät sie in einen Streit mit ihrem Stiefvater, der sie und ihre Nichte jahrelang hypnotisiert und sexuell missbraucht hat, und ihrer Schwester, die sie gemeinsam umbringen und dies wie einen Selbstmord wirken lassen.
- Jessica Price, die Schwester von Judes ehemaliger Freundin Anna; Jessica Price verkauft Jude den Anzug und damit den Geist ihres Stiefvaters, vordergründig als Rache für den Selbstmord ihrer Schwester, nachdem Jude sie nach Hause geschickt hatte.
- Reese Price, die Tochter von Jessica Price.
- Bammy, die Großmutter von Marybeth, die Jude und Marybeth auf ihrem Weg nach Florida besuchen. In ihrem Haus nutzen sie das Ouija-Brett, um mit dem Geist von Anna May Kontakt aufzunehmen.
- Martin Cowzynski, der Vater von Jude. Der Farmer, der Jude als Junge misshandelte, liegt im Sterben, als Jude und Marybeth bei ihm eintreffen. Während Jude neben ihm im Zimmer liegt dringt der Geist von Craddock in seinen Vater ein und greift Jude mit dessen Körper an, um ihn zu töten.
- Arlene Wade, die Haushälterin und Pflegerin von Martin Cowzynski.
- George Ruger, ein Gebrauchtwagenhändler, der Marybeth als Kind sexuell missbraucht hat. Jude verprügelt ihn auf ihrem Trip nach Florida.
- Nan Shreeve, genannt Tennessee, die Anwältin von Jude und eine ehemalige Partnerin. Sie kümmert sich nach den Geschehnissen um die Formalitäten für Jude.

## Rezeption

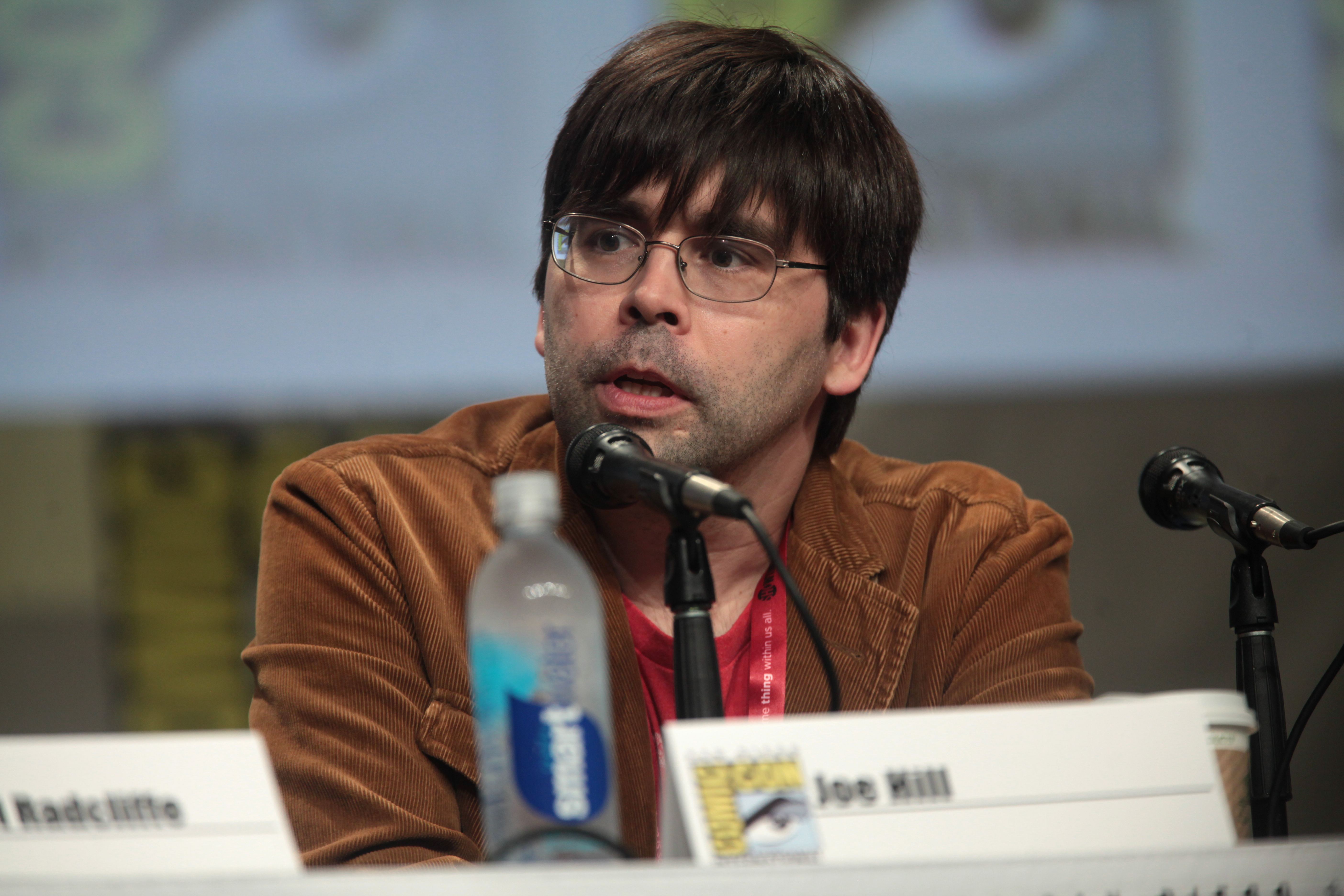
Joe Hill (2014)

Der Roman von Joe Hill, dem Sohn des erfolgreichen Schriftstellers Stephen King, erschien 2007 als dessen erster Roman unter dem Titel Heart-Shaped Box. Hill hatte 2005 eine Kurzgeschichtensammlung unter dem Titel 20th Century Ghosts (deutscher Titel: Black Box, Heyne Verlag 2008) veröffentlicht, für die er mehrere Preis erhielt.

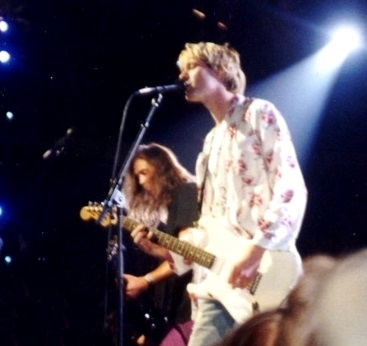
Mit ihrem Song Heart-Shaped Box lieferte die Grunge-Band Nirvana den Titel für den Roman.

Der Titel Heart-Shaped Box ist dem gleichnamigen Song der Band Nirvana, erschienen 1993 auf dem Album In Utero entlehnt. In dem Roman bezieht er sich auf eine leere Pralinenschachtel, in der Jude Coyne als Jugendlicher eine Sammlung von Patronen aufbewahrte. Im gleichen Jahr erschien die deutsche Übersetzung unter dem Titel Blind beim Heyne Verlag, übersetzt von Wolfgang Müller.
Der Roman wurde bei den Bram Stoker Awards 2008 in den Kategorien Erstlingsroman und Roman nominiert und konnte ersteren gewinnen, Gewinner in der Roman-Kategorie war allerdings The Missing von Sarah Langan. Auch der Locus Award sowie der International Thriller Award gingen in der Kategorie Erstlingsroman (First Novel) an Joe Hill für Heart-Shaped Box. Der Roman wurde ein Bestseller und erreichte in der Bestsellerliste der New York Times in der Rubrik „Hardcover Fiction“ nach sechs Wochen in der Liste am 8. April 2007 den Rang 8 als Spitzenposition.

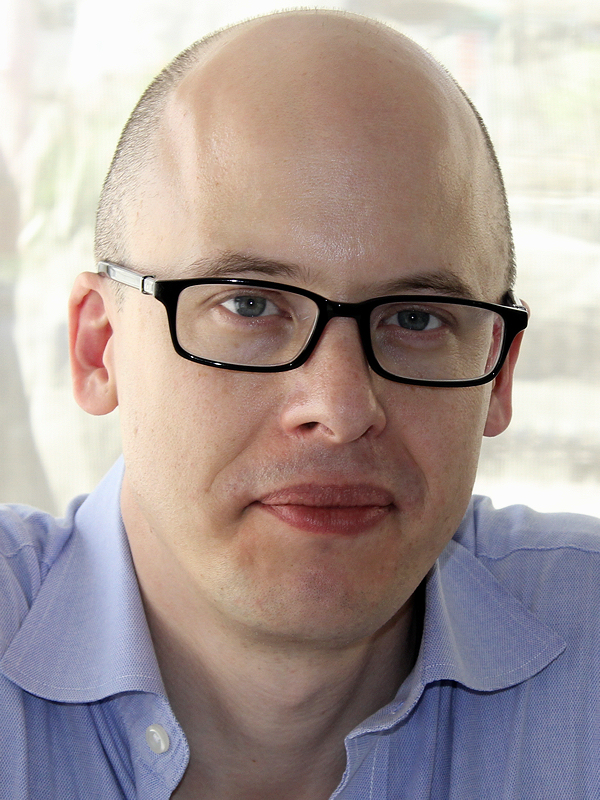
Lev Grossman, Fantasyautor und Rezensent von Time, beschrieb den Roman als „top-notch piece of horror fiction“.

Heart-Shaped Box wurde in mehreren Zeitungen und Zeitschriften rezensiert, darunter auch in der New York Times und dem Time Magazine. Obwohl das Buch unter einem Pseudonym erschien, der nicht auf Joe Hills Vater Stephen King hindeutet, und obwohl weder im Roman noch im Pressematerial auf dieses Verhältnis hingewiesen wurde, war dies vielen Rezensenten bekannt und wurde bei den meisten Rezensionen verwendet. Zugleich wird jedoch immer wieder die Eigenständigkeit des Romans und der Arbeit von Joe Hill betont und der Vergleich gipfelt in der Regel damit, dass Joe Hill und sein Roman Heart-Shaped Box den Vergleich mit Stephen King nicht fürchten muss. Lev Grossman vom Time Magazine betonte in seiner Rezension, dass King wohl alles, was er als Horrorautor kann an seinen Sohn weitergegeben hat und er beschreibt den Roman als erstklassiges Stück Horror-Literatur („top-notch piece of horror fiction“). Grossman beschreibt den „real magic trick“ hinter dem Roman damit, dass es Hill gelingt, die Hauptfigur zu Beginn des Romans als misanthropen und unsympathischen Menschen darzustellen und ihm dann im Laufe des Romans mehr und mehr Sympathie zuzuführen, bis ihn der Leser mag und für den Horror der Verfolgung und den Schock der Zuspitzung empfänglicher wird. Grossman stellt mit dem Roman jedoch auch die Vater-Sohn-Beziehung zwischen dem Protagonisten und dessen Vater sowie dem Geist und dessen Stieftochter in eine Beziehung zu der Vater-Sohn-Beziehung von Joe Hill und Stephen King und beschreibt das Buch als ein „Buch über Väter und Söhne“, bei dem sich Hill mit seinem eigenen geistigen und biologischen Vater konfrontiert. Er schreibt: „It’s about knowing your father, and finding him, and then killing him.“ („Es dreht sich darum, den Vater zu kennen, ihn zu finden und ihn dann zu töten.“)
Auch Janet Maslin stellt in ihrer Rezension für The New York Times die direkte Beziehung zu Stephen King her, indem sie ihm bescheinigt, dass es viel einfacher wäre, das Buch mit einem von King zu beschreiben, wenn dieser nicht sein tatsächlicher Vater wäre. Nach ihrer Ansicht ist das Buch durch überraschend gute Effekte zu einer wilden, hypnotisierenden, pervers witzigen Geschichte des Grauens geworden. Sie beschreibt die Arbeit an Heart-Shaped Box zugleich als einen Balanceakt zwischen Realität und Fiktion, bei der es dem Autor gelingt, die Story eng am Geschehen und realistisch zu halten, ohne zu weit in eine Traumwelt abzugleiten, und selbst in Passagen, die sehr stark von gewalttätigen Visionen und Phantasien geprägt sind, durch die intensive Visualisierung die Energie der Geschichte zu halten. So ist das Buch verankert in der realen Welt, bei der der Autor eine ernsthafte Empathie für die Hauptperson aufbaut, die sich ihren Albträumen stellen und gegen diese kämpfen muss. Weniger überzeugt ist dagegen Geoff Nicholson, ebenfalls Romanautor, der nur wenige Tage nach Maslin eine Rezension des gleichen Buches in der New York Times veröffentlichte. Er bemängelt vor allem Klischees wie die Fahrzeuge der Hauptfiguren und des Geistes, die nach seiner Ansicht sicher sehr gut in einer Verfilmung aussehen, sowie die Charaktere, deren Beschreibungen teilweise wie Casting-Notizen klingen. Auch die Hintergründe, die auf Inzest und Kindesmissbrauch aufbauen, beschreibt er als flach und allzu menschlich, und die Handlung verliert nach seiner Ansicht zum Ende alle Logik.
Die deutsche Zeitung Die Welt beschreibt den Roman als blutigen Thriller und „Hommage an seinen Vater“ und „Produkt der Werkstatt King“, wobei sie den Roman in Beziehung zu dessen frühen Werken stellt: „Vom raunenden Mystizismus des Plots bis zum Blutrausch des Finales, vom linken Patriotismus, der zwischen allen Zeilen steht, bis zum sentimentgeschmierten Happy-End – Papa hätte all das genauso gemacht.“
Die Filmrechte wurden bereits 2007 an Warner Bros. Entertainment vergeben. Der Film sollte von Akiva Goldsman mit einem Drehbuch von Neil Jordan produziert werden, ist jedoch bislang nicht erschienen.

## Veröffentlichungen
- Heart-Shaped Box. William Morrow, New York 2007.
  - deutsch: Blind. Übersetzung von Wolfgang Müller. Heyne, München 2007, ISBN 978-3-453-26546-2.